# Kate Lang Johnson
Kate Johnson Lang (Minneapolis, 7 de setembro de 1984) é uma atriz e modelo americana. Ela atuou nos filmes Fired Up  e Behind the Mask: The Rise of Leslie Vernon e ela também estrelou em programas de televisão como Life, ER e Persons Unknown.

## Inicio da vida e carreira
Kate nasceu em Minneapolis, Minnesota. Ela cresceu fazendo teatro e em torno do Condado de Orange , Califórnia. Ela foi descoberta em uma peça da escola e, posteriormente, mudou-se para Los Angeles para prosseguir atuando. Estrelou em muitos shows: Boston Public, Malcolm in the Middle, Drake & Josh, CSI: Miami, Quintuplets, Summerland, The Bold and the Beautiful, Days of Our Lives, Ugly Betty, ER, Life, e Secret Girlfriend. Além de seu trabalho na televisão, Kate também tem aparecido nos filmes Fired Up, Tom Cool, e teve um papel de apoio no filme de horror Behind the Mask: The Rise of Leslie Vernon. Ela é representada por artistas inovadores.

## Carreira de modelo
Kate já apareceu em campanhas nacionais para Sketchers, Levi's, Abercrombie & Fitch, Hollister, Zinco, Fabrizio Gianni, e DKNY. Ela é representada por Nous Modelos em Los Angeles.